# Stazione di Tirano (RFI)
La stazione di Tirano è la stazione capolinea della ferrovia dell'Alta Valtellina.

## Storia
La stazione venne inaugurata nel 29 giugno 1902 insieme alla linea proveniente da Sondrio. Nel luglio 1908, nei pressi fu aperta la stazione capolinea della Ferrovia del Bernina.
La stazione fu realizzata con una configurazione passante, in previsione del prolungamento (mai realizzato) della ferrovia fino a Malles Venosta e Lasa dove avrebbe dovuto congiungersi con la ferrovia del Resia e a est verso Lasa-Merano-Bolzano permettendo il collegamento con la linea del Brennero per raggiungere Monaco di Baviera. Il traforo dello Stelvio avrebbe ridotto la distanza tra Milano e il capoluogo della Baviera da 595 chilometri a 501.
Come per altri progetti dell'epoca (ferrovia del Resia), la difficile situazione economico-finanziaria e le tensioni internazionali ne decretarono l'abbandono prematuro.
Nel 2015, la Provincia di Bolzano e la Regione Lombardia hanno siglato un protocollo d'intesa per lo sviluppo dell'area del Passo dello Stelvio e nel 2016 è stato confermato lo studio di fattibilità per il traforo dello Stelvio che si prevede essere solo ferroviario secondo la Deliberazione della Giunta Provinciale n. 849 del 21 luglio 2015.

## Strutture ed impianti

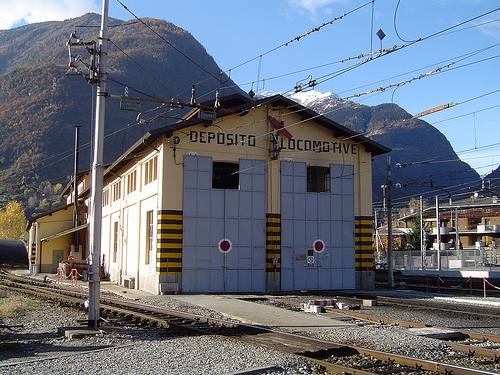
La rimessa locomotive

La stazione è gestita da Rete Ferroviaria Italiana; al piano terra del fabbricato viaggiatori sono presenti i servizi attivi della stazione tra i quali l'ufficio Trazione Elettrica (TE), l'ufficio movimento, la sala d'attesa, lo spogliatoio per il personale e l'ufficio veicoli Mercitalia Rail.
Ai piani superiori sono presenti stanze dei dormitori, dismesse e inutilizzate.
Il piazzale è composto da otto binari di cui tre utilizzati per il servizio viaggiatori, mentre gli altri cinque sono posti presso lo scalo merci; ad essi si aggiungono altri due binari che costituiscono l'asta di manovra. Accanto a quest'ultima è presente il deposito locomotive, affidata all'associazione "ALe 883".
Il 21 dicembre 2016, l'impianto è stato convertito dalla tipologia ACE alla tipologia ACEI spostando l'attuale fabbricato viaggiatori dal primo binario ad un fabbricato a lato dell'ingresso della ferrovia. Contestualmente l'apparato è stato messo in telecomando dal posto centrale di Milano Greco Pirelli, con seguente impresenziamento dell'impianto.

## Movimento

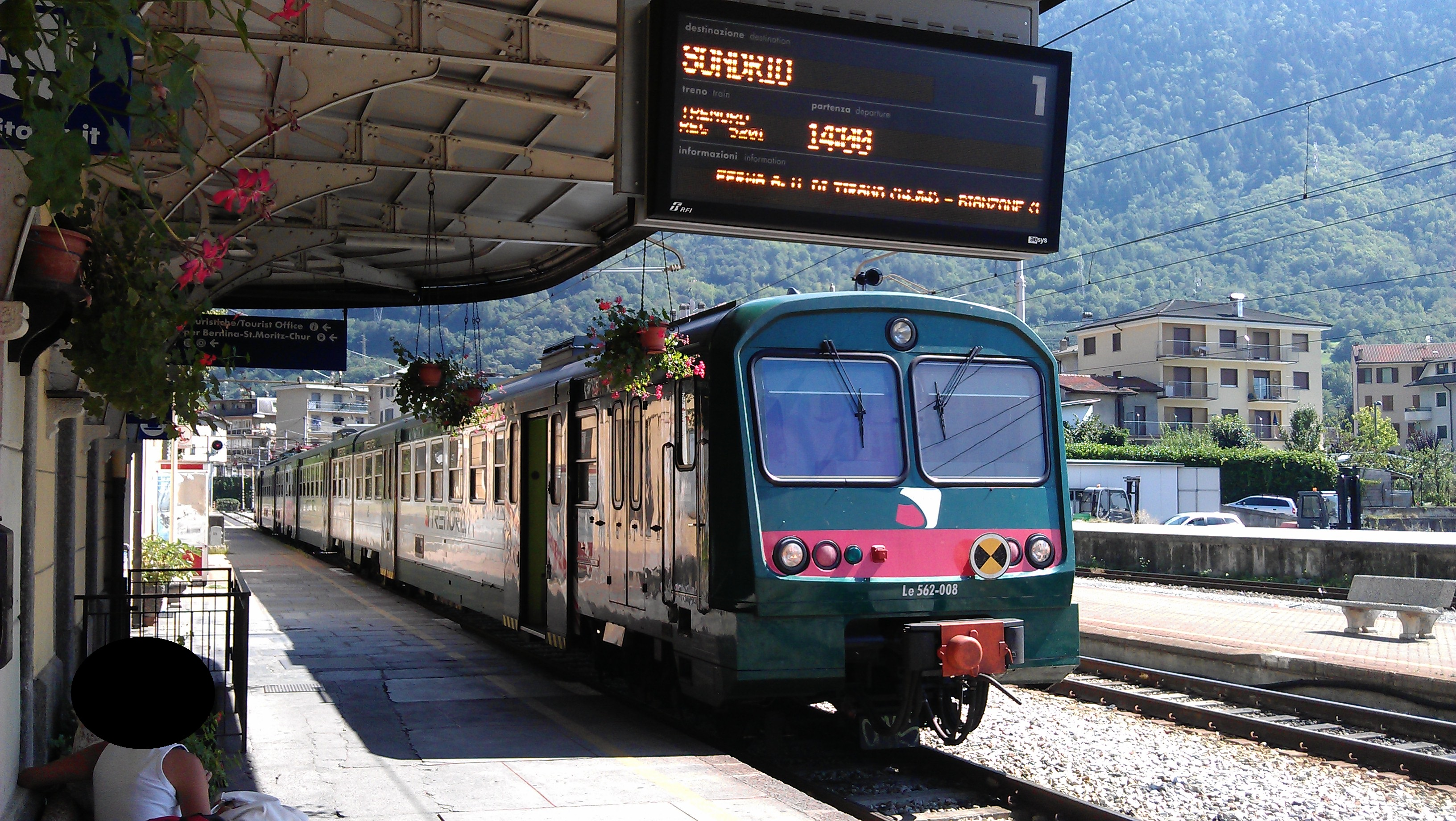
Un'ALe 582 in livrea Trenord in sosta presso il binario 1 in attesa di espletare il Regionale per Sondrio

La stazione di Tirano è capolinea dei treni regionali provenienti da Sondrio e per i RegioExpress provenienti da Milano Centrale. Tutte le corse sono svolte da Trenord nell'ambito del contratto di servizio stipulato con la Regione Lombardia.

## Servizi
- Biglietteria automatica
- Sala d'attesa
- Ufficio informazioni turistiche
- Servizi igienici

## Interscambi
- Stazione ferroviaria (Tirano Rhb)
- Stazione autobus